# Котовское сельское поселение (Костромская область)
Котовское сельское поселение — упразднённое (с 1 февраля 2013 года) муниципальное образование в Костромском районе Костромской области России. Объединено с Кузнецовским сельским поселением.
Административный центр — посёлок Василево.

## Населённые пункты
В состав поселения входило 27 населённых пунктов:
посёлок: Василево.
сёла: Сухоруково, Спас-Бураки.
деревни: Бритоусово, Бурнаково, Вертенниково, Городище, Давыдково, Доманино, Катково, Козлово, Котово, Кстово, Лызлово, Никольское, Повернихино, Погорелки, Подольское, Самарганово, Софьино, Степаново, Степково, Столбово, Сухоруково, Ульянино, Харино, Черемковица.